# Viorel Ferfelea
Viorel Ferfelea est un footballeur roumain né le 24 avril 1985 à Bucarest évoluant au poste de milieu offensif au sein du Sportul Studențesc Bucarest.

## Carrière
- 2004-... : Sportul Studențesc Bucarest ( Roumanie)

## Statistiques

### Statistiques détaillées par saison
| Saison      | Club               | Pays     | Championnat | Championnat | Championnat |
| Saison      | Club               | Pays     | Division    | Matchs      | Buts        |
| ----------- | ------------------ | -------- | ----------- | ----------- | ----------- |
| 2004 - 2005 | Sportul Studențesc | Roumanie | Divizia A   | 14          | 0           |
| 2005 - 2006 | Sportul Studențesc | Roumanie | Divizia A   | 30          | 2           |
| 2006 - 2007 | Sportul Studențesc | Roumanie | Liga II     | 33          | 9           |
| 2007 - 2008 | Sportul Studențesc | Roumanie | Liga II     | 32          | 6           |
| 2008 - 2009 | Sportul Studențesc | Roumanie | Liga II     | 32          | 10          |
| 2009 - 2010 | Sportul Studențesc | Roumanie | Liga II     | 32          | 23          |
| 2010 - 2011 | Sportul Studențesc | Roumanie | Liga I      | 33          | 5           |

## Palmarès

### Distinctions personnelles
- Meilleur buteur de Liga II en 2010 (23 buts).